# Hydroporus ineptus
Hydroporus ineptus är en skalbaggsart som beskrevs av Sharp 1882. Hydroporus ineptus ingår i släktet Hydroporus och familjen dykare. Inga underarter finns listade i Catalogue of Life.